# Cladotanytarsus bicornuta
Cladotanytarsus bicornuta är en tvåvingeart som först beskrevs av Jean-Jacques Kieffer 1922.  Cladotanytarsus bicornuta ingår i släktet Cladotanytarsus och familjen fjädermyggor.
Artens utbredningsområde är Tyskland. Inga underarter finns listade i Catalogue of Life.